# Coleophora confluella
Coleophora confluella é uma espécie de mariposa do gênero Coleophora pertencente à família Coleophoridae.